# جيتون جرانتلي
جيتون جرانتلي (بالإنجليزية: Gyton Grantley)‏ هو ممثل أسترالي، ولد في 1 يوليو 1980 في أستراليا.

## وصلات خارجية
- جيتون جرانتلي على موقع IMDb (الإنجليزية)
- جيتون جرانتلي على موقع أول موفي (الإنجليزية)
- جيتون جرانتلي على موقع قاعدة بيانات الفيلم (الإنجليزية)